# Paraproscopia riedei
Paraproscopia riedei är en insektsart som beskrevs av Bentos-pereira 2006. Paraproscopia riedei ingår i släktet Paraproscopia och familjen Proscopiidae. Inga underarter finns listade i Catalogue of Life.